# Hartley (Familienname)
Hartley ist ein englischer Familienname.

## Namensträger
- A. J. Hartley (* 1964), britisch-amerikanischer Schriftsteller
- Alan Hartley (1882–1954), britischer General
- Bill Hartley (* 1950), britischer Hürdenläufer und Sprinter
- Blythe Hartley (* 1982), kanadische Wasserspringerin
- Bob Hartley (* 1960), kanadischer Eishockeytrainer
- Brendon Hartley (* 1989), neuseeländischer Autorennfahrer
- Brian Hartley (1939–1994), britischer Mathematiker
- Bridgitte Hartley (* 1983), südafrikanische Kanutin
- Caren Hartley (* 1984), britische Kunstschmiedin und Rahmenbauerin
- Chad Hartley (* 1981), US-amerikanischer Radrennfahrer
- Charles Hartley (1883–1960), US-amerikanisch-deutscher Eishockeyspieler und Zahnarzt
- Charles Augustus Hartley (1825–1915), britischer Wasserbauingenieur
- Christopher Hartley (1913–1998), britischer Offizier der Luftstreitkräfte des Vereinigten Königreichs
- David Hartley (1705–1757), englischer Philosoph und Psychologe (Assoziationspsychologie)
- Donna Hartley (1955–2013), britische Sprinterin
- Dylan Hartley (* 1986), englischer Rugby-Union-Spieler
- Fred A. Hartley (1902–1969), US-amerikanischer Politiker
- Gene Hartley (1926–1993), US-amerikanischer Autorennfahrer
- Hal Hartley (* 1959), US-amerikanischer Filmregisseur und Drehbuchautor
- Harold Hartley (Politiker) (1875–1958), australischer Politiker
- Harold Hartley (Chemiker) (1878–1972), britischer Physikochemiker
- Helen-Ann Hartley (* 1973), britische anglikanische Bischöfin
- Herman Otto Hartley (1912–1980), deutschamerikanischer Statistiker
- James Joseph Hartley (1858–1944), US-amerikanischer Geistlicher, römisch-katholischer Bischof von Columbus
- Jane D. Hartley, US-amerikanische Diplomatin
- Jo Hartley (* 1972), britische Schauspielerin
- John Hartley (1849–1935), englischer Tennisspieler
- Jonathan Scott Hartley (1845–1912), US-amerikanischer Bildhauer
- Jules Hartley, US-amerikanische Schauspielerin
- Justin Hartley (* 1977), US-amerikanischer Schauspieler
- Karen Hartley Thomas, britische Maskenbildnerin und Hairstylistin
- Keef Hartley (1944–2011), britischer Rockmusiker
- L. P. (Leslie Poles) Hartley (1895–1972), britischer Schriftsteller
- Malcolm Hartley (* 1947), australischer Astronom
- Margaret Hartley (1906–1964), britische Turnerin
- Marsden Hartley (1877–1943), US-amerikanischer Maler
- Mariette Hartley (* 1940), US-amerikanische Schauspielerin
- Nate Hartley (* 1992), US-amerikanischer Schauspieler
- Nina Hartley (* 1959), US-amerikanische Pornodarstellerin
- Paul Hartley (* 1976), schottischer Fußballspieler
- Ralph Hartley (1888–1970), US-amerikanischer Elektroingenieur
- Richard Hartley (* 1944), britischer Komponist
- Roland H. Hartley (1864–1952), US-amerikanischer Politiker
- Ruby Hartley (* 1998), britische Schauspielerin
- Steven Hartley (* 1960), britischer Schauspieler und Synchronsprecher
- Thomas Hartley (1748–1800), US-amerikanischer Politiker
- Thomas Gordon Hartley (1931–2016), US-amerikanischer Botaniker
- Tom Hartley (Politiker) (* 1945 oder 1946), nordirischer Politiker
- Tom Hartley (Cricketspieler) (* 1995), englischer Cricketspieler
- Wallace Hartley (1878–1912), englischer Violinist
- Walter Noel Hartley (1847–1913), irischer Chemiker und Spektroskopiker
- Walter S. Hartley (1927–2016), US-amerikanischer Komponist und Musikpädagoge